# Masdevallia sumapazensis
Masdevallia sumapazensis är en orkidéart som beskrevs av Pedro Ortiz Valdivieso. Masdevallia sumapazensis ingår i släktet Masdevallia och familjen orkidéer. Inga underarter finns listade i Catalogue of Life.